# Vesta chevrolati
Vesta chevrolati là một loài bọ cánh cứng trong họ Đom đóm (Lampyridae). Loài này được Laportede Castelnau miêu tả khoa học năm 1833.